# 吾爱吾庐
吾爱吾庐为位于中国安徽省黄山市黟县碧阳镇关麓村的一处书斋式建筑，由“关麓八家”老大汪令銮建于清咸丰年间，其名取自陶渊明《读山海经》“众鸟欣有托，吾亦爱吾庐”，大门上所悬匾额为赵之谦题写。建筑占地面积170.1平方米，正厅三间两层，外设回廊，回廊尽端有画帘门和树叶门各一。